# Tmesisternus montanus
Tmesisternus montanus là một loài bọ cánh cứng trong họ Cerambycidae.